# HD37807
HD37807 — хімічно пекулярна зоря спектрального класу B4, що має видиму зоряну величину в смузі V приблизно  7,9.
Вона  розташована на відстані близько 2568,2 світлових років від Сонця.

## Пекулярний хімічний вміст
HD37807 належить до Хімічно пекулярних зір з пониженим вмістом гелію 
й в її  зоряній атмосфері спостерігається нестача He у порівнянні з його вмістом в атмосфері Сонця.

## Магнітне поле
Спектр даної зорі вказує на наявність магнітного поля у її зоряній атмосфері.
Напруженість повздовжної компоненти поля оціненої з аналізу
наявних ліній металів
становить  500,0± 552,3 Гаус.